# Marlene Mortler
Marlene Mortler, née Marlene Hengelein le 16 octobre 1955 à Lauf an der Pegnitz, est une femme politique allemande de l'Union chrétienne-sociale en Bavière (CSU). 

## Biographie
Membre du Bundestag à partir de 2002, elle y préside la commission du tourisme de 2005 à 2009.
Entre 2014 et 2019, elle est commissaire fédérale à la lutte contre la drogue (de),.
Elle est députée européenne de 2019 à 2024.